# Amt Plau am See
La comunità amministrativa di Plau am See (Amt Plau am See) si trova nel circondario della Ludwigslust-Parchim nel Meclemburgo-Pomerania Anteriore, in Germania.

## Suddivisione
Comprende 3 comuni  (abitanti il 31 dicembre 2022):
1. Barkhagen (616)
2. Ganzlin (1 394)
3. Plau am See, Città * (6 231)

Il capoluogo è Plau am See.